# Le Sacrifice d'Abraham
Pour plus de détails, voir Fiche technique et Distribution.
Le Sacrifice d'Abraham est un film français réalisé par Henri Andréani et sorti en 1911.

## Fiche technique
- Titre : Le Sacrifice d'Abraham
- Réalisation : Henri Andréani
- Société de production : Pathé Frères
- Société de distribution : Pathé Consortium Cinéma
- Pays d'origine :  France
- Format : Muet - Noir et blanc - 1,33:1 - 35 mm
- Métrage : 250 m
- Genre : Péplum
- Date de sortie : 
  -  France - 1911
  -  États-Unis - 1912